# Сурогатні гроші, що випускалися в Республіці Карелія
Сурогатні гроші, що випускалися підприємствами Республіки Карелія — грошові кошти, що випускалися в 1990-х роках деякими промисловими підприємствами Республіки Карелія. Гроші випускалися у зв'язку з відсутністю на підприємствах коштів для виплати заробітної плати.
Гроші випускалися в місті Петрозаводську на Онезькому тракторному заводі, Онезькому тракторному заводі-2 («Енерголістрак»), Суднобудівному заводі «Авангард», у місті Костомукші на «Карельському окатиші» і в селищі Шуя в Агрофірмі імені Зайцева. Грошовою одиницею на всіх підприємствах був карбованець, що дорівнював 100 копійкам.

## Рубль ОТЗ
Рубль ОТЗ випускався в місті Петрозаводську на Онезькому тракторному заводі з 1992 по 1998 роки. У народі гроші отримали назву «волнушки» — за прізвищем директора ОТЗ Миколи Михайловича Волнухіна, який розпочав їх випуск. Забезпеченням «волнушок» займався спеціально створений для цього комерційний центр. Гроші брав магазин, розташований в Петрозаводську на розі вулиць Казарменської та Калініна. Діяли ці сурогати до 15 березня 1999 року.

### 1-й випуск
Перші банкноти на ОТЗ випущені влітку 1992 року.
- 1 рубль
- 3 рублі
- 5 рублів
- 10 рублів

### 2-й випуск
1996 року ОТЗ випустив нові банкноти через велику інфляцію і знецінення старих банкнот.
- 1.000 рублів
- 3.000 рублів
- 5.000 рублів

### 3-й випуск
1997 року ОТЗ випустив банкноти зразка 1996 року, які відрізнялися від попередніх яскравістю.

### 4-й випуск
На початку 1998 року, аналогічно деномінації російського рубля, була проведена деномінація рубля ОТЗ (1000 старих рублів дорівнювали 1 новому). Нові рублі були введені в обіг у лютому 1998 року.
- 1 рубль
- 3 рублі
- 5 рублів
- 10 рублів

### 5-й випуск
У травні 1998 року випущено 1 вид модифікованих банкнот — 10 рублів зразка лютого 1998 року.
4-й і 5-й випуски перебували в обігу до 15 березня 1999 року, після чого були вилучені заводом.

## Рубль ОТЗ-2
Рубль ОТЗ-2 випускався в місті Петрозаводську на 2-му майданчику ОТЗ (дочірнє підприємство «Енерголістрак») з 1996 по 1998 роки.

### 1-й випуск
У червні 1996 року ОТЗ-2 випустив банкноти:
- 1.000 рублів
- 3.000 рублів
- 5.000 рублів

### 2-й випуск
В липні 1996 року 1-й випуск було доповнено новими номіналами і новими видами банкнот:
- 100 рублів
- 500 рублів
- 1.000 рублів
- 3.000 рублів
- 5.000 рублів

### 3-й випуск
На початку 1998 року, аналогічно деномінації російського рубля, була проведена деномінація рубля ОТЗ-2 (1000 старих рублів дорівнювали 1 новому). Нові рублі були введені в обіг у березні 1998 року.
- 10 копійок
- 50 копійок
- 1 рубль
- 3 рублі
- 5 рублів

Деноміновані рублі перебували в обігу на ОТЗ-2 до кінця 2001 року.

## Рубль заводу «Авангард»
Рубль заводу «Авангард» випускався в місті Петрозаводську на Суднобудівному заводі «Авангард» з 1996 по 1998 роки.

### 1-й випуск
Перші банкноти завод «Авангард» випустив у 1996 році:
- 500 рублів
- 1.000 рублів
- 5.000 рублів

### 2-й випуск
На початку 1998 року, аналогічно деномінації російського рубля, була проведена деномінація рубля заводу «Авангард» (1000 старих рублів дорівнювали 1 новому). Нові рублі були введені в обіг в січні 1998 року.
- 1 рубль
- 2 рублі
- 5 рублів
- 10 рублів

### 3-й випуск
У травні 1998 року завод «Авангард» випустив банкноти номіналом 50 рублів.
2-й і 3-й випуски банкнот були в обігу до кінця 1990-х років.

## Рубль«Карельського окатишу»
Рубль «Карельського окатишу» випускався в місті Костомукша на Гірничо-збагачувальному комбінаті «Карельський окатиш» у 1996 році такими номіналами:
- 1.000 рублів
- 3.000 рублів
- 5.000 рублів

Рубль «Карельського окатишу» знаходився в обігу до 1998 року.

## Рубль Агрофірми імені Зайцева
Рубль Агрофірми імені Зайцева випускався в селищі Шуя Прионежського району в Агрофірмі імені Зайцева в першій половині 1990-х років.

## Сурогатні гроші 1920-х років
Використання сурогатних грошей на території Карелії мало місце і раніше, в 1920-х — 1930-х роках. Так, на лісозаводах № 2 та інших підприємствах тресту «Желрыба»  видавалися талони «Желрыбы» як заробітна плата. Талони потім використовувалися для купівлі товарів у магазинах тресту та в інших торгових точках населених пунктів Карельської АРСР. Окрім того, як сурогатні гроші на території Карельської АРСР використовували свої бони транспортні підприємства Карельської АРСР — Транспортно-споживче товариство Мурманської залізниці, Управління Біломоро-Балтійського водного шляху, а також деякі інші лісозаводи Карелії.